# محسن رضوانی
محسن رضوانی (۱۵ مرداد ۱۳۱۶ در کرمانشاه) فعال سیاسی مارکسیست ایرانی، دبیر کنفدراسیون دانشجویان ایرانی خارج از کشور در دهه‌ی ۶۰ میلادی، از بنیانگذاران سازمان انقلابی حزب توده ایران و حزب رنجبران ایران است. وی هم‌اکنون در تورنتو کانادا زندگی می‌کند.